# メロディアンズ
メロディアンズ（英: The Melodians）は、ジャマイカのロックステディ／レゲエ・グループ。ブレン・ダウを中心としたヴォーカル・トリオ。1963年にキングストンで結成された。レスリー・コング制作の「スウィート・センセーション」、ブラック・アーク、トレジャー・アイルなどでのシングル集「プリ・メディテイション」などが代表作。代表曲「スウィート・センセーション」はUB40に、「リヴァーズ・オブ・バビロン」はボニーMにカヴァーされた。1992年にロックステディ・ナイト、1994年にレゲエ・スーパー・バッシュで来日した。

## ディスコグラフィー

### アルバム
- Rivers of Babylon (Trojan, 1970)
- Sweet Sensation (Trojan, 1976)
- Sweet Sensation: The Original Reggae Hit Sound (アイランド・レコード, 1980)
- Irie Feelings (Ras, 1983)
- Premeditation (Skynote, 1986)

### コンピレーション・アルバム
- Swing and Dine (Heartbeat, 1993)
- Rivers of Babylon (Trojan, 1997)
- Sweet Sensation: The Best of the Melodians (Trojan, 2003)

### サウンドトラック
- The Harder They Come - ジミー・クリフ (Island, 1972)

### V.A.
- The Rough Guide to Reggae (World Music Network, 1997)